# Mina Anwar
Mina Anwar (ur. 20 września 1969 w Church) – brytyjska aktorka. Sławę przyniosła jej rola w serialu młodzieżowym Tajemnice domu Anubisa, w którym gra Trudy Rehman.

## Filmografia
- 1995-1996 – Cienka niebieska linia (The Thin Blue Line)
- 2000 – Opowieść wigilijna (A Christmas Carol)
- 2002 – Moje sekrety (Birthday Girl)
- 2004 – Doctors and Nurses
- 2008 – 2011 – Przygody Sary Jane (The Sarah Jane Adventures)
- 2011 i 2013 – Tajemnice domu Anubisa – jako Trudy, czyli opiekunka i gospodyni w Domu Anubisa
- 2017 – The Worst Witch – jako Miss Mould[1]